# Can I Get There by Candlelight
"Can I Get There by Candlelight" is een nummer van de Noord-Ierse zanger David McWilliams uit 1968.
Het nummer, geschreven en geproduceerd door McWilliams, werd een hit in Duitsland, Frankrijk, Italië en Nederland. In Nederland is het nummer vooral bekend doordat radiomaker Jan van Veen het als herkenningsmelodie van zijn radioprogramma Candlelight gebruikte. In 1995 bracht McWilliams het nummer opnieuw uit, nu als duet met Connie Breukhoven.

## Zet een kaars voor je raam
Het nummer werd vertaald door Lennaert Nijgh en onder de titel "Zet een kaars voor je raam" opgenomen door Rob de Nijs. Dit nummer, geproduceerd door Will Hoebee, werd in 1976 uitgebracht en deed het in de Nederlandse Top 40 beter dan het origineel door de dertiende plaats te bereiken. Na dit succes werd het nummer ook opgenomen op de heruitgave van De Nijs' derde studio-album, Kijken hoe het morgen wordt.

## NPO Radio 2 Top 2000
| Nummers met noteringen in de NPO Radio 2 Top 2000 | '99  | '00  | '01  |
| ------------------------------------------------- | ---- | ---- | ---- |
| Can I Get There by Candlelight                    | 1590 | -    | -    |
| Zet een kaars voor je raam vannacht               | -    | 1812 | 1184 |

1. ↑  Een '-' betekent dat het nummer niet was genoteerd en een vetgedrukt getal geeft de hoogste notering van een nummer aan.
2. ↑  Deze tabel is bijgewerkt tot en met de laatste editie (2024).